# Xã Concord, Quận DeKalb, Indiana
Xã Concord (tiếng Anh: Concord Township) là một xã thuộc quận DeKalb, tiểu bang Indiana, Hoa Kỳ. Năm 2010, dân số của xã này là 1.335 người.